# Phallotorynus fasciolatus
Phallotorynus fasciolatus é uma espécie de peixe endêmica do Brasil.

## Área de Ocorrência
A espécie foi coletada a 1,5 km de distância de Jacareí no Rio Paraíba do Sul.

## População
Não existem informações sobre.

## Ameaças
Provavelmente poluição e outras atividades humanas.

## Estado de Conservação
O ICMBio categorizou essa espécie como Criticamente Ameaçada (CR) e/ou possivelmente extinta (PEX), fazendo a espécie figurar na Lista PEX do Brasil.